# Charlet Chung
Chihye 'Charlet' Takahashi Chung (ur. 16 lutego 1983 w Long Beach) – amerykańska aktorka i aktorka głosowa.

## Życiorys
Chung urodziła się 16 lutego 1983 roku w Long Beach w Kalifornii. Jej ojciec jest Koreańczykiem, a matka Japonką. Nazywa się Chihye Takahashi Chung i biegle włada 3 językami: angielskim, japońskim i koreańskim. Jej koreańskie imię to Jeong Ji-hye (kor. 정지혜). Jej japońskie imię to Chie Takahashi (jp. 高橋 知恵).
Uzyskała tytuł licencjata w dziedzinie komunikacji i niepełnoletnią naukę o Azji Wschodniej na Uniwersytecie Kalifornijskim w San Diego.

### Kariera
Jej zainteresowanie aktorstwem zaczęło się od najmłodszych lat. Została zauważona przez agenta podczas lotu samolotem w wieku 5 lat, który od razu postanowił nawiązać współpracę (za pośrednictwem jej rodziców). Chung dostała swoją pierwszą rolę aktorską w serialu Dowody zbrodni. W 2016 roku Chung pojawiła się w serialu Netfliksa Grace i Frankie.
Chung występuje również jako aktorka głosowa. Jej występy w grach wideo obejmują rolę Serapha z gry Call of Duty: Black Ops III oraz popularną rolę D.Vy z Overwatch z 2016 roku.

### Życie prywatne
Chung jest zamężna z Tomem Yoo. Mają dwoje dzieci, syna i córkę.

## Filmografia

### Telewizja
| Rok       | Tytuł                          | Rola                             | Uwagi                                            |
| --------- | ------------------------------ | -------------------------------- | ------------------------------------------------ |
| 2006      | Dowody zbrodni                 | Barbie Yen                       | odcinek Death Penalty: Final Appeal              |
| 2007      | Cheerleader Camp               | JoJo                             |                                                  |
| 2007      | Mad TV                         | Dodatkowy                        | 1 odcinek                                        |
| 2007      | Drake i Josh                   | Nastoletnia dziewczyna           | odcinek Battle of Panthatar                      |
| 2007      | Side Order of Life             | Deb nr 32                        | odcinek Coming Out                               |
| 2007      | Cory w Białym Domu             | Brunette Ashley                  | odcinek Lip Service                              |
| 2008      | Broken Angel                   | Taki                             | wygląd gościa                                    |
| 2008      | Greek                          | Siostra Gamma Psi                | odcinek Brothers & Sisters                       |
| 2008      | Orły z Bostonu                 | Kim Wang Shu                     | odcinek Roe                                      |
| 2008      | Gotowe na wszystko             | Sekretarz                        | odcinek A Vision's Just a Vision (niewymieniony) |
| 2008      | Sincerely, Ted L. Nancy        | Lisa                             |                                                  |
| 2010      | Trawka                         | Jane                             | odcinek Bliss                                    |
| 2010      | 90210                          | Asystent Jen                     | odcinek Age of Inheritance                       |
| 2010      | Taniec rządzi                  | Candy Cho                        | odcinek Show It Up                               |
| 2010      | Udręki młodego Bergera         | Grace                            | odcinek RJ's Choice                              |
| 2011      | Chuck                          | Susie Chin                       | odcinek Chuck Versus the Bearded Bandit          |
| 2012      | Touch                          | Mandy Hsu                        | odcinek Entanglement                             |
| 2014      | Mystery Girls                  | Tika                             | odcinek Passing the Torch                        |
| 2015      | Ana Maria in Novela Land       | Koreańska aktorka mydlana        |                                                  |
| 2015      | Grace i Frankie                | Charlotte                        | odcinek The Chicken                              |
| 2016      | Fameless                       | Chie                             | odcinek I Robot?                                 |
| 2017      | Między nami, misiami           | pani Lee (głos), dodatkowe głosy | odcinek Spa Day                                  |
| 2018-2020 | Craig znad potoku              | Yustice, urzędnik (głos)         | 6 odcinki                                        |
| 2018      | Overwatch: Shooting Star       | D.Va (głos)                      | krótki film                                      |
| od 2019   | Carmen Sandiego                | Julia Argent, sklepikarz (głos)  |                                                  |
| 2019-2020 | Amerykański tata               | Dodatkowe głosy                  | 4 odcinki                                        |
| 2019-2021 | Fast & Furious Spy Racers      | Echo (głos)                      |                                                  |
| 2019      | Spirit Riding Free: Pony Tales | Ursula Yang (głos)               | 2 odcinki                                        |
| 2019      | Magic Camp                     | Druhna                           | film                                             |
| 2021      | Pełzaki                        | Kimi Watanabe (głos)             | odcinek Escape From Preschool                    |

### Gry wideo
| Rok  | Tytuł                            | Rola                                | Uwagi |
| ---- | -------------------------------- | ----------------------------------- | ----- |
| 2013 | Call of Duty: Advanced Warfare   | Koreański cywil, spokesmodel (głos) |       |
| 2015 | Call of Duty: Black Ops III      | Seraph (głos)                       |       |
| 2016 | Overwatch                        | D.Va (głos)                         |       |
| 2016 | StarCraft II: Legacy of the Void | D.Va (głos)                         |       |
| 2016 | StarCraft II: Nova Covert Ops    | Dodatkowe głosy                     |       |
| 2017 | Heroes of the Storm              | D.Va (głos)                         |       |
| 2017 | Agents of Mayhem                 | AISHA, Schaeffer (głos)             |       |
| 2018 | State of Decay 2                 | Niedobitek (głos)                   |       |
| 2020 | Final Fantasy VII Remake         | Dodatkowe głosy                     |       |
| 2020 | Grounded                         | Hoops (głos)                        |       |
| 2020 | World of Warcraft: Shadowlands   | Willowblossom (głos)                |       |